# Caberea dolabrata
Caberea dolabrata är en mossdjursart som beskrevs av William MacGillivray 1887. Caberea dolabrata ingår i släktet Caberea och familjen Candidae. Inga underarter finns listade i Catalogue of Life.